# إيفيلين والش
إيفيلين والش هي متزلجة فنية كندية، ولدت في 8 يوليو 2001 في ستراتفورد في كندا.

## وصلات خارجية
- إيفيلين والش على موقع الاتحاد الدولي للتزلج (الإنجليزية)
- إيفيلين والش على موقع الاتحاد الدولي للتزلج (الإنجليزية)